# Wilhelm Mauer (Widerstandskämpfer)
Wilhelm Mauer (* 26. Jänner 1896 in Wien; † 14. Juli 1943 ebenda) war ein österreichischer Elektrikergehilfe und Widerstandskämpfer gegen das NS-Regime. Er wurde von der NS-Justiz zum Tode verurteilt und im Wiener Landesgericht geköpft.

## Leben
Mauer war Elektrikergehilfe und Hauptkassier der kommunistischen Betriebszelle in den Wiener Siemens-Schuckertwerken. Er wurde am 3. März 1942 festgenommen, am 26. Februar 1943 wegen „Vorbereitung zum Hochverrat“ vom Volksgerichtshof zum Tode verurteilt und am 14. Juli desselben Jahres mit dem Fallbeil hingerichtet.

## Gedenken
Sein Name findet sich auf der Gedenktafel im ehemaligen Hinrichtungsraum des Wiener Landesgerichts.

## Quelle
- Erkennungsdienstliche Kartei der Gestapo Wien, aufbereitet vom DÖW, mit Fotos, abgerufen am 10. Februar 2015

## Nachweise
1. ↑  Nachkriegsjustiz, abgerufen am 10. Februar 2015

| Personendaten    | Personendaten                                                                           |
| ---------------- | --------------------------------------------------------------------------------------- |
| NAME             | Mauer, Wilhelm                                                                          |
| KURZBESCHREIBUNG | österreichischer Elektrikergehilfe und Widerstandskämpfer gegen den Nationalsozialismus |
| GEBURTSDATUM     | 26. Januar 1896                                                                         |
| GEBURTSORT       | Wien, Österreich-Ungarn                                                                 |
| STERBEDATUM      | 14. Juli 1943                                                                           |
| STERBEORT        | Wien, Österreich                                                                        |